# Euchar Albrecht Schmid

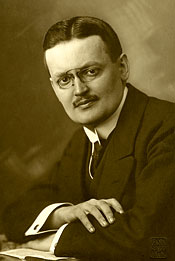
Euchar Albrecht Schmid

Euchar Albrecht Schmid (* 29. August 1884 in Gemünden am Main; † 15. Juli 1951 in Bad Liebenstein) war ein deutscher Jurist, Schriftsteller und Verleger sowie Mitbegründer und Geschäftsführer des Karl-May-Verlags. Der auch als E. A. Schmid bekannte Verleger benutzte das Pseudonym Satanello.

## Leben und Wirken
Schmid wuchs in Bamberg auf, wo er 1903 am Neuen Gymnasium das Abitur bestand. Er studierte zunächst in Bamberg, dann in München und Erlangen Philosophie und Rechtswissenschaft, Am 7. Dezember 1907 promovierte er mit „Erwerb und Aufrechterhaltung des Patents“ in Erlangen zum Dr. jur. Anschließend arbeitete er bis 1910 als Zeitschriftenredakteur – zuerst beim Erlanger Tageblatt, dann beim Stuttgarter Versicherungsverein.  Als Student wurde er Mitglied der katholischen Studentenverbindungen K.St.V. Ottonia München und Rhenania Erlangen im KV. Bereits ab 1906 verehrte Schmid Karl May sehr. Nach Briefwechseln mit diesem kam es im Sommer 1910 zu einer ersten Begegnung, 1911 folgte eine weitere, als Karl May auf der Durchreise durch Stuttgart war. Bei dieser Begegnung soll May seinen Wunsch ausgedrückt haben, dass Schmid sein Verleger werde.
Am 1. Juli 1913 gründete Schmid zusammen mit Friedrich Ernst Fehsenfeld und Klara May den Karl-May-Verlag, den er erfolgreich über viele Jahre leitete. Nach der offiziellen Eintragung als Geschäftsführer zog Schmid nach Radebeul.
Er beendete die mit Mays Werk verbundenen, schwebenden Gerichtsverfahren und sammelte die verstreuten Rechte Mays im Karl-May-Verlag. Die hier verlegten Ausgaben der Werke Mays sind gegenüber den Veröffentlichungen zu Lebzeiten Mays mehr oder weniger stark bearbeitet.
Nach dem Tod des Schriftstellers Robert Kraft erwarb E. A. Schmid alle Rechte an Krafts Werken, um sie in dem ebenfalls zu diesem Zweck erworbenen Verlag Haupt & Hammon ab 1918 postum zu verlegen.
Nach dem Zweiten Weltkrieg siedelte er den Verlag nach Bamberg um.
Er war verheiratet mit Katharina Barthel (1898–1974), die ihm in späten Tagen viel Arbeit abnahm. Schmid wohnte in einer Villa auf der heutigen August-Bebel-Straße in Radebeul (siehe Villa Euchar Albrecht Schmid). Er hatte vier Söhne: Joachim (1921–2003), Wolfgang (1924–1945), Lothar (1928–2013) und Roland (1930–1990). Nach E. A. Schmids Tod übernahmen seine drei überlebenden Söhne den Verlag, heute leitet der Enkel Bernhard (* 1962, Sohn von Lothar) den Karl-May-Verlag.
Er starb am 15. Juli 1951 während eines Kuraufenthalts in Bad Liebenstein (Thüringen) an den Folgen eines Unfalls. Beigesetzt wurde er auf dem Friedhof Radebeul-Ost, später fand eine Überführung nach Bamberg statt, wo sich auch die von Selmar Werner geschaffene Grabstatue befindet.

## Quelle
- Euchar Albrecht Schmid: Mein Leben und Streben [1921]. In: Karl-May-Verlag Bamberg (Hrsg.): 50 Jahre Verlagsarbeit für Karl May und sein Werk [Festschrift], Bamberg: Karl-May-Verlag 1963, S. 13–22.